# Journal of Graph Theory
Journal of Graph Theory is een internationaal, aan collegiale toetsing onderworpen wetenschappelijk tijdschrift op het gebied van de grafentheorie.
De naam wordt in literatuurverwijzingen meestal afgekort tot J. Graph Theor.
Het is opgericht in 1977 door Frank Harary.
Het wordt uitgegeven door John Wiley & Sons en verschijnt maandelijks.